# Cosmic Call
Cosmic Call est le nom de deux séries de messages radio interstellaires envoyés en 1999 (Cosmic Call 1) et en 2003 (Cosmic Call 2) par le radiotélescope d'Eupatoria.

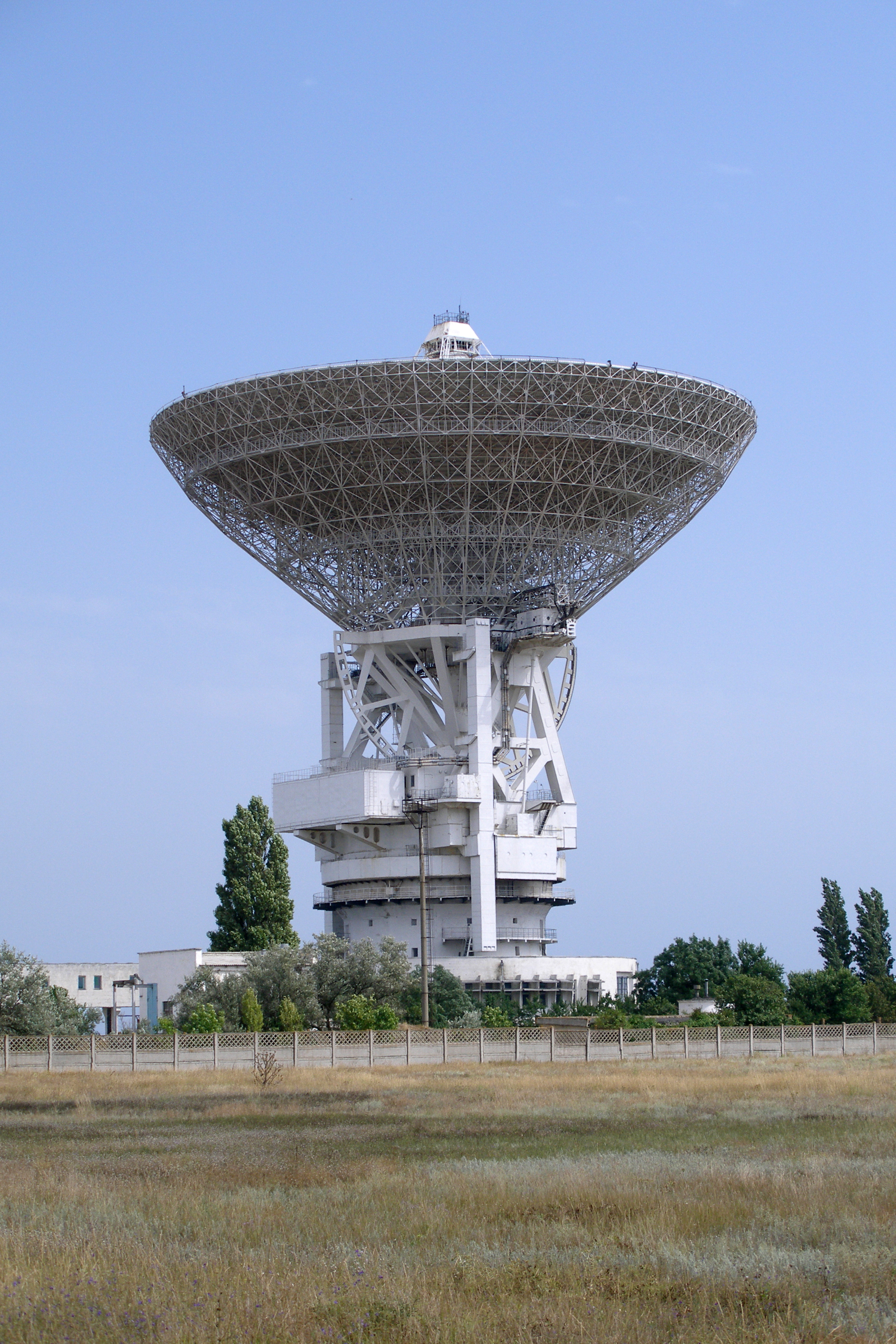
RT-70 à Eupatoria.

Le projet a été financé par la startup texane Team Encounter, qui a fermé en 2004.
Les deux séries de transmissions ont été réalisées à une puissance d'environ 150 kW et à une fréquence de 5,01 GHz (FSK +/-24 kHz).

## Structure des messages
Les sessions de Cosmic Call 1 ont toutes suivi les mêmes étapes. La partie scientifique (DDM, BM, AM et ESM) a été envoyée trois fois (à une vitesse de 100 bits/s) et la partie publique (PP) a été envoyée une fois (à 2 000 bits/s)) d'après la séquence suivante :
DDM → BM → AM → ESM → DDM → BM → AM → ESM → DDM → BM → AM → ESM → PP,
où DDM est le message Dutil-Dumas, créé par les scientifiques Yvan Dutil et Stéphane Dumas, BM est le message Braastad, AM est le message d'Arecibo, ESM est le message de l'équipe Encounter 2001.
Quant à lui, le message Cosmic Call 2 a suivi la séquence suivante :
DDM2 → DDM2 → DDM2 → AM → AM → AM → BIG → BIG → BIG → BM → ESM → PP,
où DDM2 est une version actualisée du message DDM (connue également sous le nom de Interstellar Rosetta Stone) et BIG est le Bilingual Image Glossary. Tous les messages, sauf PP, ont été transmis à 400 bits par seconde.

## Étoiles ciblées
Les messages ont été envoyés vers les étoiles suivantes :
| Nom      | Entrée selon le catalogue HD | Constellation | Date d'envoi     | Date d'arrivée | Message       |
| -------- | ---------------------------- | ------------- | ---------------- | -------------- | ------------- |
| 16 Cyg A | HD 186408                    | Cygnus        | 24 mai 1999      | novembre 2069  | Cosmic Call 1 |
| 15 Sge   | HD 190406                    | Flèche        | 30 juin 1999     | février 2057   | Cosmic Call 1 |
|          | HD 178428                    | Flèche        | 30 juin 1999     | octobre 2067   | Cosmic Call 1 |
| Gl 777   | HD 190360                    | Cygne         | 1er juillet 1999 | avril 2051     | Cosmic Call 1 |
|          | Hip 4872                     | Cassiopée     | 6 juillet 2003   | avril 2036     | Cosmic Call 2 |
|          | HD 245409                    | Orion         | 6 juillet 2003   | août 2040      | Cosmic Call 2 |
| 55 Cnc   | HD 75732                     | Cancer        | 6 juillet 2003   | mai 2044       | Cosmic Call 2 |
|          | HD 10307                     | Andromeda     | 6 juillet 2003   | septembre 2044 | Cosmic Call 2 |
| 47 UMa   | HD 95128                     | Grande Ourse  | 6 juillet 2003   | mai 2049       | Cosmic Call 2 |